# Stourport-on-Severn
Stourport-on-Severn este un oraș în comitatul Worcestershire, regiunea West Midlands, Anglia. Orașul se află în districtul Wyre Forest a cărui reședință este. 